# Botrychium fumarianum
Botrychium fumarianum là một loài dương xỉ trong họ Ophioglossaceae. Loài này được Sm. mô tả khoa học đầu tiên năm 1819.
Danh pháp khoa học của loài này chưa được làm sáng tỏ. 